# Jang Myong-il
Jang Myong-il ((장명일?, 張明一?); 25 aprile 1986) è un calciatore nordcoreano, difensore dell'Amrokgang.